# Melaleuca leucadendra
Melaleuca leucadendra és una espècie de planta de la família de les mirtàcies i es troba àmpliament distribuïda a parts del nord d'Austràlia Occidental, el Territori del Nord i Queensland, fins al sud com Shoalwater Bay. També se la troba a Nova Guinea i Indonèsia. Creix en boscos prop de les vores de rius i rierols en diversos sòls.
És un arbre perenne que pot arribar a mesurar fins a 25 m d'alçada amb una escorça que s'esquerda. Les fulles de fins a 10 cm de longitud són de color cendrós, gruixudes i lanceolades. Les flors petites de color crema es reuneixen en els terminals d'espigues. Té una llarga temporada de floració, podent florir a gairebé qualsevol època de l'any i sovint es cultiva com un arbre a parcs i camins. Va ser la primera Melaleuca que es va descriure i es va descriure a partir d'un espècimen que creix a Indonèsia.
El seu oli essencial és antibacterià, balsàmic i antiinflamatori. Per via interna és estimulant. S'utilitza per tractar la rinitis, asma i mal de queixal. Per via externa s'usa per al tractament de la psoriasi i afeccions cutànies.